# Hollywodd Rebels
Hollywodd Rebels är Voice of a Generations tredje studioalbum, utgiven på CD och LP på Burning Heart Records 2001.

## Låtlista
All text och musik av 212, där inte annat anges.
1. "Odd Generation's Back"
2. "The Tale About Jonny"
3. "Straight from the Boondox"
4. "Hollywood"
5. "An 18 Track Record"
6. "Mainstream Civil War"
7. "Police Story"
8. "Rat Pack"
9. "Humaniacs"
10. "Radiostation"
11. "Existence"
12. "Let's Go"

## Personal
- 212 - gitarr
- The Amazing Oswald Peepshow - gitarrsolo på "An 18 Track Record"
- The BHR Screamstars - bakgrundssång
- Danny R. Violence - bas
- Johanna Andersson - layout
- Kicki Nilsson - foto
- Kim Belly - gitarr
- Larna - bakgrundssång
- Larzon - bakgrundssång
- Madz - bakgrundssång
- Marky Madness - sång
- Mathias Färm - producent, inspelning
- Mieszko Talarczyk - producent, inspelning, mixning
- Molotov Mike - trummor
- Peter in de Betou - mastering

## Mottagande
Dagens skiva gav betyget 6/10.

### Fotnoter
1. ↑  ”Hollywodd Rebels”. Discogs.com. http://www.discogs.com/Voice-Of-A-Generation-Hollywodd-Rebels/release/3359115. Läst 25 januari 2012.
2. ↑  ”Hollywodd Rebels”. Burning Heart Records. http://www.burningheart.com/bands/index.php?id=102&bio=2. Läst 26 januari 2012.
3. ↑  ”Inte samma. Lika”. Dagensskiva.com. http://dagensskiva.com/2001/05/24/voice-of-a-generation-hollywodd-rebels/. Läst 26 januari 2012.